# Tropie
Tropie is een fenomeen dat bijna uitsluitend bij planten wordt waargenomen en waarbij beweging of groei plaatsheeft als gevolg van een uitwendige prikkel. Dit fenomeen verschilt van nastieën en taxieën. Deze drie fenomenen samen maken het planten mogelijk op uitwendige prikkels te reageren en zo nodig in hoog tempo, zonder dat zij over een centraal zenuwstelsel beschikken. 

## Soorten tropie

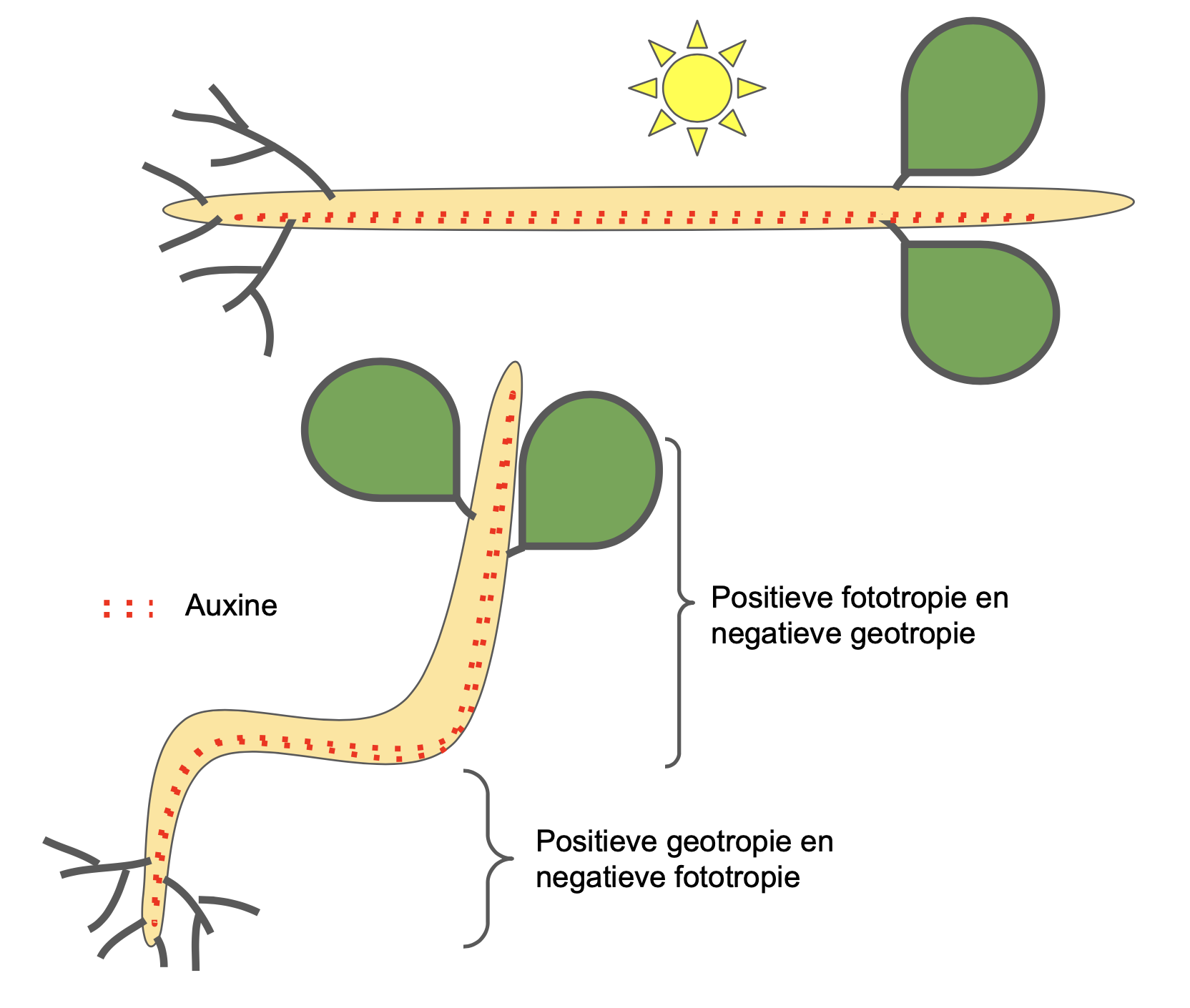
Auxine (rode stipjes) hoopt zich op aan de schaduwzijde. Auxine heeft een tegenovergesteld effect in de wortel vergeleken met de steel in de kiemplant: in de wortel wordt de groei juist geïnhibeerd aan die kant waar zich auxine bevindt zodat de wortel de grond in buigt, terwijl in de steel auxine de groei van de cellen stimuleert waardoor de steel omhoog buigt, naar het licht toe.

Tropie kan zowel positief als negatief zijn. Positieve tropie gaat richting de prikkel en negatieve tropie gaat van de prikkel weg. 
Tropie bestaat meestal uit een buigende beweging in de groei, zodat de plant naar de prikkel toe of juist van de prikkel af groeit. Dit wordt in de stengel veroorzaakt door een lagere concentratie groeihormonen (auxinen) aan de kant waar de plant heen groeit, waardoor de plant aan die kant minder lang wordt dan de andere kant en buigt. In de wortels, werkt dit proces andersom: een hoge concentratie auxine veroorzaakt een vertraging in de groei, zodat bij asymmetrische verspreiding van auxine langs de wortel, deze buigt naar de kant waar zich meer auxine bevindt.  
Afhankelijk van de soort prikkel wordt het woord "tropie" voorafgegaan door een, van het Grieks afgeleid voorvoegsel, dat de soort prikkel aanduidt. Enkele voorbeelden: 
- Chemotropie: beweging of groei in reactie op stoffen
- Fototropie: beweging of groei in reactie op licht
- Geo- of gravitropie: beweging of groei in reactie op zwaartekracht
- Heliotropie of helionastie: beweging of groei in reactie op de zon (bladeren en/of bloemen volgen gedurende de dag de stand van de zon)
- Hydrotropie: beweging of groei in reactie op vocht of water (vooral in wortels)
- Thermotropie: beweging of groei in reactie op temperatuur
- Thigmotropie: beweging of groei in reactie op aanraking of contact (bijvoorbeeld omhoog cirkelende klimop)